# سویه تتای سارس کووید ۲
سویه تتا (به انگلیسی: Theta variant) که به عنوان نسب P.3 نیز شناخته می‌شود، یکی از انواسارس کووید ۲ استست، ویروسی که عث ایجاد کووید ۱۹ ۹ می‌شود. این نوع برای اولین بار در فیلیپین در ۱۸ فوریه ۲۰۲۱ شناسایی شد، هنگامی که دو جهش نگران کننده در سنترال ویسایاز تشخیص داده شد. آن را در تشخیص داده شد ژاپن در تاریخ ۱۲ مارس ۲۰۲۱، هنگامی که یک مسافر از فیلیپین در وارد فرودگاه بین‌المللی ناریتا در توکیو.
این سویه از مواردی که برای اولین بار در بریتانیا، آفریقای جنوبی و برزیل کشف شد متمایز است و تصور می‌شود که تهدید مشابهی نیز دارد. این نوع در برابر خنثی سازی آنتی‌بادی‌ها، از جمله آنهایی که از طریق واکسیناسیون به دست آمده‌اند مانند انواع آفریقای جنوبی و برزیل مقاوم تر است.
تحت طرح ساده نامگذاری که توسط سازمان بهداشت جهانی پیشنهاد شده‌است، P.3 با عنوان سویه تتا برچسب گذاری شده‌است.
از ژوئیه ۲۰۲۱، تتا دیگر به عنوان گزینه مورد توجه سازمان بهداشت جهانی در نظر گرفته نمی‌شود.

## تاریخچه
در ۱۸ فوریه ۲۰۲۱، وزارت بهداشت فیلیپین پس از ارسال نمونه از بیماران برای تعیین توالی ژنوم، تشخیص دو جهش کووید ۱۹ در مرکز ویسایا را تأیید کرد. جهش‌ها بعداً به عنوان E484K و N501Y نامگذاری شدند که در ۳۷ نمونه از ۵۰ نمونه تشخیص داده شد و هر دو جهش در ۲۹ مورد از آنها همزمان اتفاق افتاد. هیچ نام رسمی برای انواع مختلف وجود نداشت و دنباله کامل آن هنوز مشخص نشده بود.
در ۱۲ مارس ۲۰۲۱، ژاپن نوع مسافرتی را از فیلیپین تشخیص داد.

## آمار
| کشور                | موارد تأییدشده | موارد تأییدشده | موارد تأییدشده | موارد تأییدشده |
| کشور                | GISAID         | پانگولین       | outbreak.info  | دیگر منابع     |
| ------------------- | -------------- | -------------- | -------------- | -------------- |
| فیلیپین             | ۲۰۹            | ۱۶۷            | ۲۰۷            | 388            |
| ایالات متحده آمریکا | ۱۶             | ۱۹             | ۱۹             |                |
| آلمان               | ۱۱             | ۱۱             | ۱۱             |                |
| مالزی               | ۱۰             | ۱۰             | ۱۰             | 13             |
| چین                 | ۹              | ۳              | ۹              |                |
| هلند                | ۷              | ۷              | ۷              | 4              |
| بریتانیا            | ۷              | ۹              | ۹              | 10             |
| ژاپن                | ۵              | ۶              | ۶              |                |
| استرالیا            | ۴              | ۳              | ۳              |                |
| بلژیک               | ۳              | ۳              | ۳              |                |
| نیوزیلند            | ۳              | ۳              | ۳              |                |
| سنگاپور             | ۳              | ۳              | ۳              |                |
| آنگولا              | ۲              | ۲              | ۲              |                |
| کانادا              | ۲              | ۲              | ۲              |                |
| نروژ                | ۲              | ۳              | ۳              |                |
| کرهٔ جنوبی           | ۲              | ۲              | ۲              |                |
| برزیل               | ۱              | -              | -              |                |
| فنلاند              | -              | ۱              | ۱              |                |
| سوئد                | -              | ۲              | ۲              |                |
| جمع:                | ۲۹۶            | ۲۵۶            | ۳۰۲            | ۴۱۵            |